# 城镇化水平
城镇化水平，又称城市化水平或城市化率，是衡量一个特定区域内城市化发展程度的数量指标，它的具体计算一般使用一定地域内的城市人口占总人口百分比来表示，但因统计口径会存在差异。

## 城镇化速度与水平的关系
城镇化速度与城镇化水平的关系是，在城镇化初期，城镇化水平和城镇化速度均较低，随着进入快速城镇化时期，城镇化速度开始增快，城镇化水平也逐步提高，但进入高度城镇化时期，城镇化水平维持在较高水平，但城镇化速度则减低甚至在一定程度上负增长。

## 评价体系
城镇化水平，除单独的人口比率衡量外，还有一整套整体的评价体系，包括：城市人口比重，包括非农业人口、居住城区的农业人口和流动人口三者总和占辖区内总人口的比重；适龄人口的中学入学率；人均国内生产总值；城市第三产业占国内生产总值比重；城市人均道路铺装长度；城市用自来水普及率；城市人均住房面积；万人拥有医生数和人均公共绿地面积等指标。

## 各地情况

### 西方工业化国家
西方工业化国家，如美国和英国、德国、法国等欧洲国家，由于工业化和城镇化发展较早，因而发展水平也较高。但城镇化的速度已经极为缓慢，进入高水平的滞缓期。

### 中華人民共和國
2018年3月，中華人民共和國的城镇化率已经达到58.5％，预计2020年将在55%至60％之间。届时，中華人民共和國将由以农业人口占多数的社会转变为城镇人口占多数的城市型社会。但是，中華人民共和國目前存在的问题是城镇化速度过于快，远远高于当前GDP增速所对应的合理城镇化速度，存在引发社会矛盾的风险。《全国城镇体系规划纲要（2005－2020年）》显示，中華人民共和國目前城镇化水平最高的地区为，北京、天津、上海三座直辖市，预计2030年三座直辖市的城镇化水平将达到或接近90%进入或超越发达国家城镇化水平。相比较，重庆由于幅员辽阔，相当于中華人民共和國的省份，城镇化水平将存在一定差距。此外，中華人民共和國城镇化水平最低的省份为贵州省，2010年仅为31.3%，其次是西藏和甘肃的33.3%。

2024年9月，国家统计局发布的新中国75年经济社会发展成就系列报告显示，新中国成立以来，我国城镇化建设不断推进，2023年末，全国常住人口城镇化率达66.16%，比1949年末提高55.52个百分点。